# Iridoplecta
Iridoplecta là một chi bướm đêm thuộc họ Geometridae.